# 栄笑
栄笑（えいしょう、生没年不詳）とは、江戸時代の浮世絵師。

## 来歴
鳥文斎栄之の門人で作画期は寛政の頃とされ、肉筆美人画の作があると伝わるが、その他の事は不明。